# محمد حاتمی (روان‌شناس)
محمد حاتمی (متولد ۱۳۳۸) روان‌شناس و تهیه‌کنندهٔ ایرانی، رئیس سازمان نظام روان‌شناسی ایران و دانشیار بازنشستهٔ دانشگاه خوارزمی است.

## آثار

### کتاب
- مقدمه‌ای بر رفتاردرمانی شناختی نوین: راه‌حل‌های روان شناختی برای مسائل سلامت روان، اشتفان گ هوفمن، ترجمهٔ محمد حاتمی و آتوسا خانجانی، ناشر: کتاب ارجمند
- روان‌شناسی بالینی کودک: اختلالات سلامت روان کودکی، رونالد. تی براون، ترجمهٔ محمد حاتمی، نیره عسگری رابری، ناشر: جهاد دانشگاهی (دانشگاه تربیت معلم)
- درسنامه جامع روان‌شناسی بالینی، محمد حاتمی، امین رفیعی پور، ماندانا مشعشعی، ناشر: آکادمیک
- آسیب‌شناسی و مداخلات روانشناختی و اجتماعی کرونا و پساکرونا، محمد حاتمی، ناشر: آکادمیک
- اختلالات زبانی و ارتباطی، دیمیترا هارتاس، گروه مترجمان، ناشر: انجمن اولیاء و مربیان
- راهنمای تشخیصی - درمانی اختلال افسردگی مزمن: راهنمای درمانگر، محمد حاتمی، علیرضا احمدیان، ناشر: مریم امیدبیگی
- راهنمای درمانی اختلال افسردگی مزمن: کتاب کار مراجع، محمد حاتمی، علیرضا احمدیان، ناشر: مریم امیدبیگی
- استرس مادران شاغل، مادر، کودک: ماهیت، علل، سنجش، پیشگیری و درمان، محمد حاتمی، ناشر: منادی تربیت
- ذهن‌آگاهی و پذیرش در زوج درمانی، دایان آر. گهارت، محمد حاتمی (مترجم)، ناشر: آثار معاصر
- مقیاس‌ها و آزمایه‌های رفتاردرمانی شناختی، محمد حاتمی، علیرضا احمدیان، فاطمه آذرتاش شندی، ناشر: آثار معاصر
- راهنمای عملی آموزش تاب آوری در خانواده، محمد حاتمی، ناشر: آثار معاصر
- درمان اختلالات کودکی و نوجوانی به شیوه رفتاری - شناختی، فیلیپ سی. کندل، محمد حاتمی (مترجم) ناشر: آکادمیک
- مزاج‌شناسی در روانشناسی: خصوصیات بالینی اخلاط چهارگانه (اخلاط اربعه)، محمد حاتمی، ناشر: ابتکار دانش
- استرس مادر-کودک: علل، پیشگیری و درمان، محمد حاتمی، ناشر: منادی تربیت
- زوج‌درمانی به شیوه شناختی - رفتاری، محمد حاتمی، ناشر: مشکوه دانش
- اختلال حمله وحشت زدگی (پانیک): سنجش، تشخیص، درمان، محمد حاتمی، علیرضا احمدیان، هادی هاشمی رزینی، ناشر: آثار معاصر

### فیلم
- چکمه
- تیک تاک
- تویی که نمی‌شناختمت
- مرز دیدار
- بال‌های سپید
- جای امن
- بچه‌های بهشت
- گل پامچال
- توفان شن
- سیمرغ
- ره‌یافتگان وصال
- فتح خون
- میثاق
- حدیث دشت عشق
- کوثر عشق
- میعاد

## انتخابات
- محمد حاتمی در انتخابات دوازدهمین دوره مجلس شورای اسلامی در شهر تهران کاندید شد و با کسب حدود چهار هزار رای از حضور در مجلس بازماند.